# Nsimbala tukula
Nsimbala tukula är en insektsart som beskrevs av Irena Dworakowska 1974. Nsimbala tukula ingår i släktet Nsimbala och familjen dvärgstritar. Inga underarter finns listade i Catalogue of Life.